# Mellilla chamaechtysaria
Mellilla chamaechtysaria är en fjärilsart som beskrevs av Augustus Radcliffe Grote 1873. Mellilla chamaechtysaria ingår i släktet Mellilla och familjen mätare. Inga underarter finns listade i Catalogue of Life.